# 潢溪镇
潢溪镇，是中华人民共和国江西省鹰潭市余江区下辖的一个乡镇级行政单位。

## 行政区划
潢溪镇下辖以下地区：
王家渡社区、潢溪村、塔洲村、倪夏村、渡口村、店前村、桂林村、丁山村、金墩村、万山村、朝阳村、大林村、弋桥村和逄叶村。